# Mito de Enki y Ninhursag

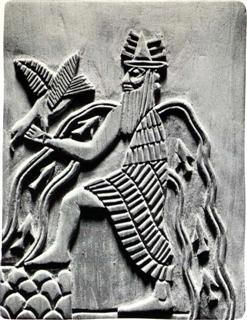
Imagen esculpida del dios Enki.

El mito de Enki y Ninhursag es relatado en las tablillas que datan de la época de Ur III y paleo-Babilonia, de la antigua Mesopotamia.
La historia narra cómo Enki bendijo la paradisíaca tierra de Dilmun, a petición de Ninsikil haciendo que brotara el agua y que navíos de Tukric, y otros lugares llevaran oro y piedras preciosas. El texto narra a continuación la incestuosa historia de Ninhursag, Enki y sus hijas, Ninsar, Ninkurra y Uttu: Enki tiene relaciones con sus hijas y Ninhursag se venga causándole ocho enfermedades; más tarde Enlil, con ayuda de un zorro, trae junto a Enki a Ninhursag que había jurado no verle con buenos ojos hasta el día de su muerte. Finalmente accede a deshacer el conjuro y crea ocho deidades para sanar cada una de las enfermedades.

## Poema
Enki y Ninhursag vivían en Dilmun, la tierra pura, limpia y brillante de la vida, jardín de los Grandes Dioses y paraíso terrenal. Una tierra vírginal y prístina, donde los leones no matan, los lobos no se llevan a los corderos, los cerdos no saben que los granos son para comer. Él y ella tienen una hija llamada Ninsar; cuando Ninhursag lo abandona, Enki seduce a Ninsar y tiene relaciones con ella, que le da una hija llamada Ninkurra.
Ninsar salió un día a la orilla del río
Enki podía ver desde lo alto del pantano
Pregunta a su consejero Isimud
¿No voy a besar a esta joven y bella señorita?
Mi maestro puede hacerlos, dejeme navegar
Subió al bote, y luego la abrazo
Esparció su semen en la matriz de Ninsar
Para ella nueve meses fueron nueve días
Como el aceite en abundancia dio a luz a Ninkurra
Por segunda vez Enki, seduce a su hija y nieta Ninkurra y tiene relaciones con ella que a su vez le da una hija llamada Uttu. Enki nuevamente sucumbe a la tentación e intenta seducirla, engaña a Uttu (le dice que es el jardinero, para que ella le abra la puerta), luego le emborracha para después hacerle el amor.
Uttu molesta con la actitud de su padre, va con Ninhursag, ésta se enoja por la naturaleza promiscua de quien había sido su consorte y remueve el semen que había quedado en Uttu.
Uttu la mujer exaltada……se puso a la izquierda para él
Enki desfloró a Uttu (despertó sexualmente)
La abrazó contra el pecho
Tocó pervirtiendo su entrepierna
Acarició sus ingles, con sus manos
Besó e hizo el amor a la más joven
Enki vertió su semen en la matriz de Uttu
Ella concibió el semen en la matriz, el semen de Enki
Uttu, despertó y gritó “¡calamidad! Mis ingles”
“¡calamidad! Mi hígado”, “¡calamidad! Mi corazón”
Ninhursag la vio y removió el semen de su cuerpo
Ninhursag planta el semen de Enki en la tierra, ocho plantas germinaron rápidamente. Enki caminaba un día por el bosque y ve las plantas, le llaman la atención porque aún no había decretado el destino de esas plantas, preguntó a Isimud su consejero, y éste las corta y se las da de comer. Luego Enki enferma gravemente, en ocho partes de su cuerpo. Muy enojada Ninhursag, juró no verle con buenos ojos hasta el día de su muerte.
Finalmente Ninhursag, convencida por Enlil (con la ayuda de un zorro) y los Anunnaki deshace su conjuro, sanando a Enki y crea ocho deidades llamadas Abu, Nintulla, Ninsutu, Ninkasi, Nazi, Dazimua, Ninti y Enshag, para cada uno de los malestares de Enki.
Es particular el caso de Ninti, ya que Ninhursag la crea cuando el dios le responde que le duele el "OT". Esta respuesta, que significa a la vez costilla y vida, tiene como consecuencia la creación de Ninti, señora de la vida, en la que podemos percibir un paralelo con la Eva bíblica.

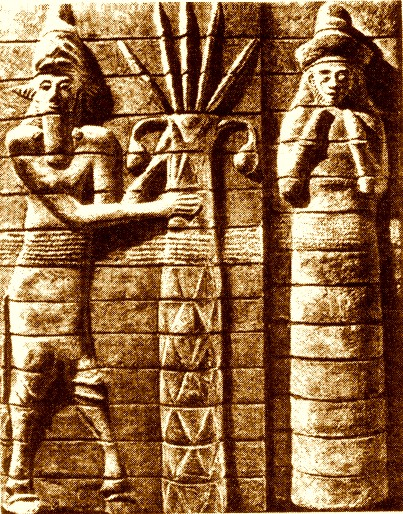
Representación de la diosa Ninhursag (derecha).

Ninhursag en su templo le garantizó la vida, el texto relata que sentó a Enki en su seno, luego tocó ...(líneas fragmentadas) y dijo:
¿ Mi Maestro, qué parte de vos (Ud) está enferma?
Mi cabeza (ugu-dili) está enferma
Al dios Abu (Absham), traje al mundo de aquí en adelante para vos (Ud)
¿ Mi Maestro, qué parte de vos (Ud) está enferma?
Mis pelos están enfermos
A la diosa Ninsikila traje de aquí en adelante para vos (Ud)
¿ Mi Maestro, qué parte de vos (Ud) está enferma?
Mi nariz está enferma
A la diosa Ningiriudu (Ninsutu), traje de aquí en adelante para vos (Ud)
¿ Mi Maestro, qué parte de vos (Ud) está enferma?
Mi boca está enferma
A la diosa Ninkasi (Reina que llena la boca), doy nacimiento de aquí en adelante para vos (Ud)
¿ Mi Maestro, qué parte de vos (Ud) está enferma?
Mis genitales están enfermos
A la diosa Nazi, traje de aquí en adelante para vos (Ud)
¿ Mi Maestro, qué parte de vos (Ud) está enferma?
Mi mano está enferma
A la diosa Dazima (Reina de las manos vivas), traje de aquí en adelante para vos (Ud)
¿ Mi Maestro, qué parte de vos (Ud) está enferma?
Mi salud está enferma
A la diosa Nintil (Reina de la salud), traje de aquí en adelante para vos (Ud)
¿ Mi Maestro, qué parte de vos (Ud) está enferma?
Mi inteligencia está enferma
Al dios Enshag que hace que la inteligencia sea clara, he dado a luz de aquí en adelante para vos (Ud)